# STS-87
STS-87 var en flygning i det amerikanska rymdfärjeprogrammet med rymdfärjan Columbia. Den sköts upp från Pad 39B vid Kennedy Space Center i Florida den 19 november 1997. Efter nästan sexton dagar i omloppsbana runt jorden återinträdde rymdfärjan i jordens atmosfär och landade vid Kennedy Space Center.